# Lié Louis Périn

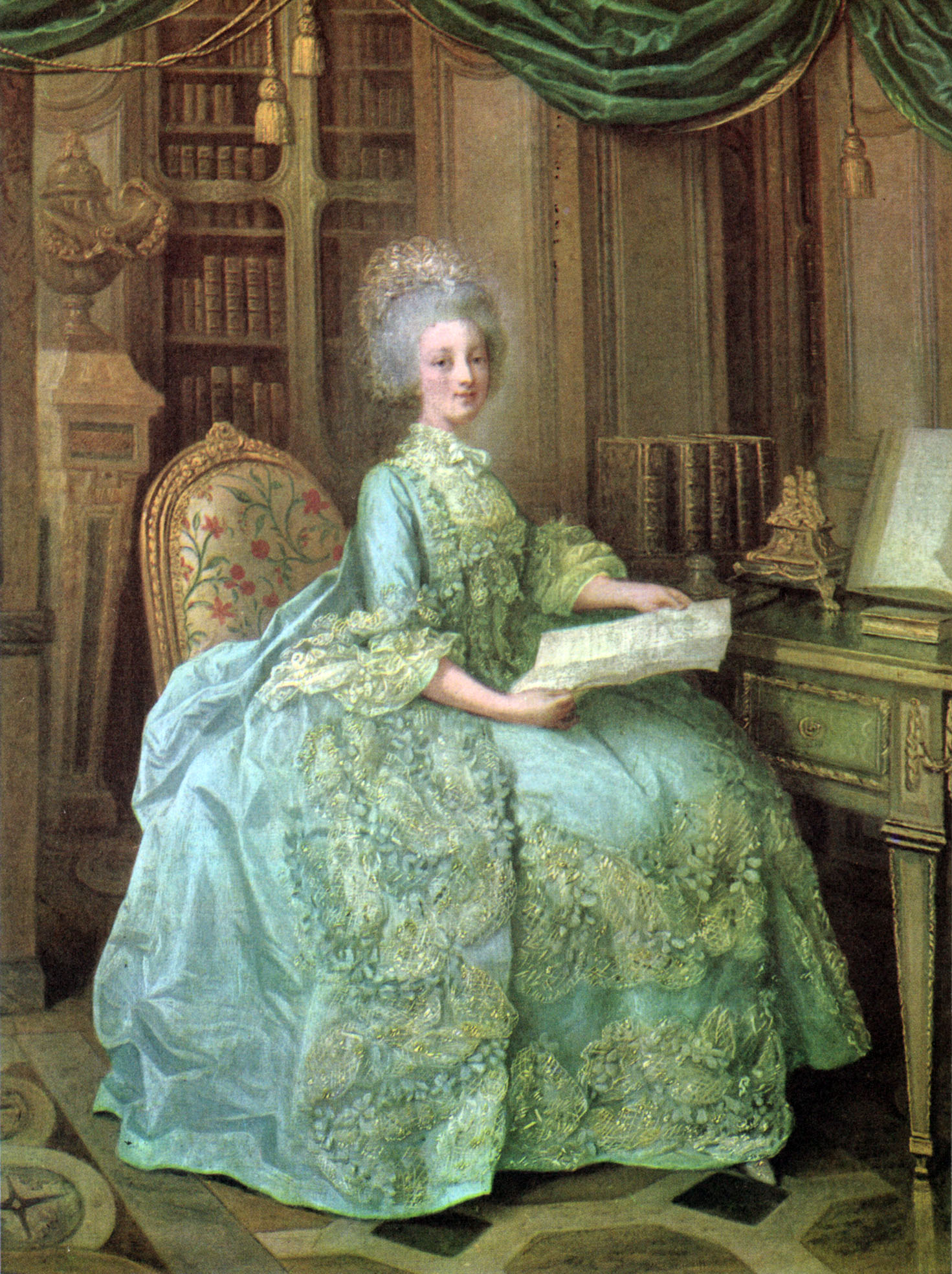
Lié Louis Périn, Retrato de Madame Sophie 1770-1774, óleo. Museo de Reims, Francia.

Lié Louis Périn-Salbreux (Reims, Francia, 12 de octubre de 1753-Reims, 20 de diciembre de 1817) fue un pintor y artista francés. Destacó pronto como pintor, acuarelista y miniaturista.

## Biografía
Último de los seis hijos de un fabricante de telas de Reims, su padre, habiendo visto a sus cuatro primeros hijos dedicarse a la fabricación de tejidos en su fábrica de Reims, habría querido que el pequeño siguiera la carrera eclesiástica. Pero Lié-Louis Perin, que tenía predilección por la pintura, fue en contra del deseo de la familia y se inclinó por un curso libre de dibujo en su ciudad natal, dirigido por Jean-François Clermont.
En 1778 se marchó a París sin protector ni casi dinero y se dedicó a estudiar seriamente el dibujo y la naturaleza, ganándose la vida como miniaturista, trabajos menos costosos que la pintura. Asistió al taller de Lemonnier y de Louis Marie Sicard, pero fue Alexander Roslin quien le dio la oportunidad de encontrar su propio estilo, fuera de la rutina académica, encargándole copiar varias de sus pinturas en miniatura.
Esta estrecha colaboración permitió a Périn perfeccionar su estilo, antes simple e ingenuo, hasta ganar habilidad y gracia. Su esfuerzo se vio recompensado, consiguiendo elevar el nivel de sus obras. Su talento también se benefició de la influencia de los retratos de Greuze y Hallé, que observó y estudió al detalle, para comprender la importancia de cabeza y manos en los retratos, la necesidad de subordinar lo accesorio a las partes más importantes de la obra. La intimidad del estatuario Houdon la fortificó, además, en el estudio de la forma.
Alrededor de 1781, Perin había adquirido una gran reputación, que aumentó aún más al exhibir cuadros en miniatura en varios salones, lo que dejó una larga impresión. Houdon, Ingres e Isabey lo aprovecharon. A pesar del nombre de "pintor burgués", se dio cuenta de los retratos de varias personas de alto rango, especialmente las de las duquesas de Orleans, Rochefoucauld y otras. Había comenzado una vasta pintura al óleo, consistente en catorce retratos de cuerpo entero, prueba del progreso que había hecho en su arte, pero la Revolución Francesa de 1789 le privó de los medios para terminarla. Sin embargo, el Terror no interrumpió sus labores. Ante el temor de una separación o, incluso, de la muerte, cada personaje quería dejar, con su retrato, un recuerdo a su familia, a su esposa, a un amigo. Perin es uno de los artistas con los que tratamos de preferencia su estudio estaba en todas partes, incluso tras las rejas, porque si nos negamos a favor condenado por un último adiós a sus familias, se permitió a los pintores para entraran en las cárceles. Perin ganó mucho en aquellos años, pero la Revolución se llevó el fruto de sus labores, pues la conversión en papel moneda pronto dejó la pequeña fortuna que había amasado sin valor.
Ansioso por el futuro de su esposa, Anne-Felicite Salbreux, y de sus dos hijos, abandonó París en 1799 y regresó a Reims. Ayudada por el consejo de la familia de su marido, madame Perin se hizo fabricante, mientras que su marido seguía pintando, su pasión por el arte no cejaba. Realizó numerosos retratos en su ciudad natal y en Lyon durante una estancia de varios meses, sin exponerlos en la capital, donde había expuesto por última vez en los salones en 1798. Sin embargo fue allí Visitar las exposiciones y seguir el progreso de las artes, con Isabey, a quien conocía y había precedido en la carrera, y ver las obras de San, que antes de su partida deseaba ser su discípulo.
Perin pintó al estilo del gran siglo con el estudio de la naturaleza propia de la nueva escuela de la Ilustración. Según Auguste Lacatte-Joltrois: 

« Tous les portraits qu’a faits Périn sont essentiellement vrais et vivants. Il arrivait à une très grande ressemblance, non seulement par l’imitation matérielle des traits, mais encore parce qu’il devinait et rendait le caractère moral de ses modèles. Aussi les portraits de ses amis et des personnes qu’il voyait habituellement, sont-ils les plus parfaits. Il est difficile de mieux saisir les expressions de la figure, les allures du corps et les mouvements de tête particuliers de chaque individu. Les têtes et les mains sont très finement dessinées ; l’exécution en est large, la couleur très vraie, très variée, et les plans des formes sont si bien trouvés qu’un sculpteur pourrait facilement modeler d’après la peinture de Périn. Les expositions actuelles montrent peu de miniatures d’un semblable mérite. Ses portraits sont bien faits, les poses y sont nobles et aisées, la carnation des plus naturelles, principalement celle des femmes. Comme dans la miniature, s’il avait suivi ce genre de peinture, il s’y serait fait une belle réputation. »
Auguste Lacatte-Joltrois.

Perin tuvo un hijo, Alphonse Périn, que él mismo apoyó en la carrera artística. Le enseñó a dibujar en el campo, desde la naturaleza, señalándole las formas y efectos, y enviándolo a estudiar a París, bajo la dirección de los maestros Guérin y Bertin.
El retrato titulado La Petite Reine, que se puede ver en el Museo de Bellas Artes de Reims, se ha presumido desde hace mucho tiempo que representaba a María Antonieta. Esa hipótesis fue desechada, pues el color de los ojos de la modelo difiere del de los ojos de María Antonieta. Perin, probablemente, se había inspirado en un trabajo anterior..